# ベニカノコバト
ベニカノコバト（学名：Geopelia humeralis）は、ハト目ハト科に分類される鳥類。

## 形態
全長26-30cm。胸は青灰色で、羽には茶色の格子状の模様がある。首の後ろにある溝のような模様がオーストラリアチョウショウバトと似るが、その模様がのどまで達しない点で区別できる（オーストラリアチョウショウバトは、溝のような模様がのどまで広がっている）。

## 生息地
オーストラリアなどに生息。マングローブ林や湿地、川の沿岸、海沿いなどに生息する。